# フィン (放熱)
熱工学におけるフィン（英: fin）とは、熱交換の効率を上げることを目的として、伝熱面積を広げるために設けられる突起状の構造である。エンジン、原子力あるいは火力発電所の各伝熱要素、空調機器、化学プラント、電子機器の冷却、各種熱交換器など、伝熱がかかわる機械にはたいてい何らかの形のフィンが設けられている。

## 概要
2種類の流体が固体壁を通して熱的につながっている、すなわち伝熱をしている状況を考える。壁を通過して流体の高温側（温度Th ）から低温側（温度Tc ）へ伝達される熱流量{\displaystyle {\dot {Q}}}は、
{\displaystyle {\dot {Q}}={\frac {T_{\mathrm {h} }-T_{\mathrm {c} }}{R}}}
と表される。ただしR は熱抵抗であり、
{\displaystyle R=R_{1}+R_{2}+R_{3}}
- R1 ：高温側流体と壁の間の熱伝達抵抗
- R2 ：壁内部の熱伝導抵抗
- R3 ：低温側流体と壁の間の熱伝達抵抗

である。これらの熱抵抗のうちいずれか一つが他に比べて非常に高い値を持っていると、それが熱流量にとって支配的となる。たとえば、配管内を流れる水と管外の空気の間の熱交換では、一般に空気側のほうが水側に比べ熱抵抗が高い。そのため熱流量は空気側熱抵抗でほぼ決まってしまう。そこで、このような場合には空気側熱抵抗を低くするために、空気側の伝熱面積を大きくすることが考えられる。そのために拡大された伝熱面をフィンと呼ぶ。
もともと熱抵抗が低いところ（たとえば流体が沸騰や凝縮をともなう場合）に性能の低い（熱伝導率が低く長さが長い）フィンを取り付けると、かえってそれが熱抵抗になって伝熱を阻害してしまう場合がある．

## 効率
低温側にフィンを設けた場合、フィンの温度は通常先端に向かって低下するために、熱伝達を生じさせる温度差も先端に向かって減少していく。ここで、このような温度効果がなくフィンの温度がどこも一定であるような理想的な（熱伝導率が無限大の）フィンを考えると、このフィンによる伝熱量増大の効果は100%である。そこで理想的なフィンから放出される熱流量に対する実際のフィンから放出される熱流量の割合は実際のフィンの有効度を表す指標となる。これをフィンの効率ηf という。
{\displaystyle \eta _{\mathrm {f} }={\frac {\int _{A}\alpha (T-T_{\infty })\mathrm {d} A}{\alpha A(T_{0}-T_{\infty })}}}
ここで、
- α：熱伝達率
- T0 ：壁面温度
- T∞ ：流体温度

である。